# 1308
Il 1308 (MCCCVIII in numeri romani) è un anno bisestile del XIV secolo.

## Eventi
Fondazione dell'Università degli Studi di Perugia

## Nati
- 26 luglio - Stefano Uroš IV Dušan, sovrano serbo († 1355)
- 12 agosto - Morinaga, principe giapponese († 1335)
- Bolko II di Świdnica, duca tedesco († 1368)
- Mastino II della Scala, condottiero italiano († 1351)
- Niels Ebbesen, militare danese († 1340)
- Jurij II di Galizia, nobile polacco († 1340)
- Gastone II di Foix-Béarn, conte († 1343)
- Giovanna III di Borgogna, nobile († 1347)
- Michele Morosini, doge († 1382)
- Signorolo Omodei, giurista italiano († 1371)
- Wang Meng, pittore cinese († 1385)
- Raimondo Berengario d'Aragona, principe († 1366)

## Morti
- 17 gennaio - Pierre de Belleperche, giurista, politico e vescovo cattolico francese
- 30 gennaio - Violante di Castiglia, principessa (n. 1265)
- 6 febbraio - Francesco I da Parma, arcivescovo cattolico italiano
- 18 marzo - Jurij I di Galizia, nobile ucraino (n. 1252)
- 14 aprile - Abu Zayyan Muhammad I, sovrano
- 16 aprile - Guglielmo I di Berg, nobile
- 1º maggio - Alberto I d'Asburgo, sovrano (n. 1255)
- 22 maggio - Amedeo II di Ginevra, nobile
- 4 luglio - Eberardo I, conte di Mark, nobile tedesco
- 27 luglio - Abu Thabit 'Amir, sultano (n. 1284)
- 17 agosto - Chiara da Montefalco, religiosa italiana (n. 1268)
- 4 settembre - Margherita di Borgogna, regina (n. 1250)
- 10 settembre - Go-Nijō, imperatore giapponese (n. 1285)
- 5 ottobre - Guglielmo I de la Roche, duca
- 5 ottobre - Guido II de la Roche, duca (n. 1280)
- 6 ottobre - Corso Donati, militare e politico italiano
- 6 ottobre - Berardo Maggi, vescovo cattolico italiano
- 10 ottobre - Patrick Dunbar, VIII conte di March, nobile scozzese (n. 1242)
- 1º novembre - Contessa Tagliapietra, nobildonna italiana (n. 1288)
- 8 novembre - Duns Scoto, filosofo e teologo scozzese
- 16 dicembre - Trần Nhân Tông, imperatore vietnamita (n. 1258)
- 21 dicembre - Enrico I d'Assia, nobile tedesco (n. 1244)
- Andreotto di Arborea, sovrano
- Vakhtang III di Georgia, re (n. 1276)
- Iacopo II Barozzi, nobile italiano
- John Comyn, nobile, politico e condottiero scozzese
- Filippo di Dampierre, nobile fiammingo
- Enrico II di Ventimiglia
- Enrico II di Werle, principe
- Azzo VIII d'Este, nobile
- Könchek, condottiero mongolo
- Ramberto Primadizzi, vescovo cattolico italiano
- Ralph Sandwich, politico e magistrato inglese (n. 1235)

## Calendario
| Calendario 1308 | Calendario 1308 | Calendario 1308 | Calendario 1308 | Calendario 1308 | Calendario 1308 | Calendario 1308 | Calendario 1308 | Calendario 1308 | Calendario 1308 | Calendario 1308 | Calendario 1308 | Calendario 1308 | Calendario 1308 | Calendario 1308 | Calendario 1308 | Calendario 1308 | Calendario 1308 | Calendario 1308 | Calendario 1308 | Calendario 1308 | Calendario 1308 | Calendario 1308 | Calendario 1308 | Calendario 1308 | Calendario 1308 | Calendario 1308 | Calendario 1308 | Calendario 1308 | Calendario 1308 | Calendario 1308 | Calendario 1308 | Calendario 1308 |
| --------------- | --------------- | --------------- | --------------- | --------------- | --------------- | --------------- | --------------- | --------------- | --------------- | --------------- | --------------- | --------------- | --------------- | --------------- | --------------- | --------------- | --------------- | --------------- | --------------- | --------------- | --------------- | --------------- | --------------- | --------------- | --------------- | --------------- | --------------- | --------------- | --------------- | --------------- | --------------- | --------------- |
|                 | 1               | 2               | 3               | 4               | 5               | 6               | 7               | 8               | 9               | 10              | 11              | 12              | 13              | 14              | 15              | 16              | 17              | 18              | 19              | 20              | 21              | 22              | 23              | 24              | 25              | 26              | 27              | 28              | 29              | 30              | 31              |                 |
| Gennaio         | Lu              | Ma              | Me              | Gi              | Ve              | Sa              | Do              | Lu              | Ma              | Me              | Gi              | Ve              | Sa              | Do              | Lu              | Ma              | Me              | Gi              | Ve              | Sa              | Do              | Lu              | Ma              | Me              | Gi              | Ve              | Sa              | Do              | Lu              | Ma              | Me              |                 |
| Febbraio        | Gi              | Ve              | Sa              | Do              | Lu              | Ma              | Me              | Gi              | Ve              | Sa              | Do              | Lu              | Ma              | Me              | Gi              | Ve              | Sa              | Do              | Lu              | Ma              | Me              | Gi              | Ve              | Sa              | Do              | Lu              | Ma              | Me              | Gi              |                 |                 |                 |
| Marzo           | Ve              | Sa              | Do              | Lu              | Ma              | Me              | Gi              | Ve              | Sa              | Do              | Lu              | Ma              | Me              | Gi              | Ve              | Sa              | Do              | Lu              | Ma              | Me              | Gi              | Ve              | Sa              | Do              | Lu              | Ma              | Me              | Gi              | Ve              | Sa              | Do              |                 |
| Aprile          | Lu              | Ma              | Me              | Gi              | Ve              | Sa              | Do              | Lu              | Ma              | Me              | Gi              | Ve              | Sa              | Do              | Lu              | Ma              | Me              | Gi              | Ve              | Sa              | Do              | Lu              | Ma              | Me              | Gi              | Ve              | Sa              | Do              | Lu              | Ma              |                 |                 |
| Maggio          | Me              | Gi              | Ve              | Sa              | Do              | Lu              | Ma              | Me              | Gi              | Ve              | Sa              | Do              | Lu              | Ma              | Me              | Gi              | Ve              | Sa              | Do              | Lu              | Ma              | Me              | Gi              | Ve              | Sa              | Do              | Lu              | Ma              | Me              | Gi              | Ve              |                 |
| Giugno          | Sa              | Do              | Lu              | Ma              | Me              | Gi              | Ve              | Sa              | Do              | Lu              | Ma              | Me              | Gi              | Ve              | Sa              | Do              | Lu              | Ma              | Me              | Gi              | Ve              | Sa              | Do              | Lu              | Ma              | Me              | Gi              | Ve              | Sa              | Do              |                 |                 |
| Luglio          | Lu              | Ma              | Me              | Gi              | Ve              | Sa              | Do              | Lu              | Ma              | Me              | Gi              | Ve              | Sa              | Do              | Lu              | Ma              | Me              | Gi              | Ve              | Sa              | Do              | Lu              | Ma              | Me              | Gi              | Ve              | Sa              | Do              | Lu              | Ma              | Me              |                 |
| Agosto          | Gi              | Ve              | Sa              | Do              | Lu              | Ma              | Me              | Gi              | Ve              | Sa              | Do              | Lu              | Ma              | Me              | Gi              | Ve              | Sa              | Do              | Lu              | Ma              | Me              | Gi              | Ve              | Sa              | Do              | Lu              | Ma              | Me              | Gi              | Ve              | Sa              |                 |
| Settembre       | Do              | Lu              | Ma              | Me              | Gi              | Ve              | Sa              | Do              | Lu              | Ma              | Me              | Gi              | Ve              | Sa              | Do              | Lu              | Ma              | Me              | Gi              | Ve              | Sa              | Do              | Lu              | Ma              | Me              | Gi              | Ve              | Sa              | Do              | Lu              |                 |                 |
| Ottobre         | Ma              | Me              | Gi              | Ve              | Sa              | Do              | Lu              | Ma              | Me              | Gi              | Ve              | Sa              | Do              | Lu              | Ma              | Me              | Gi              | Ve              | Sa              | Do              | Lu              | Ma              | Me              | Gi              | Ve              | Sa              | Do              | Lu              | Ma              | Me              | Gi              |                 |
| Novembre        | Ve              | Sa              | Do              | Lu              | Ma              | Me              | Gi              | Ve              | Sa              | Do              | Lu              | Ma              | Me              | Gi              | Ve              | Sa              | Do              | Lu              | Ma              | Me              | Gi              | Ve              | Sa              | Do              | Lu              | Ma              | Me              | Gi              | Ve              | Sa              |                 |                 |
| Dicembre        | Do              | Lu              | Ma              | Me              | Gi              | Ve              | Sa              | Do              | Lu              | Ma              | Me              | Gi              | Ve              | Sa              | Do              | Lu              | Ma              | Me              | Gi              | Ve              | Sa              | Do              | Lu              | Ma              | Me              | Gi              | Ve              | Sa              | Do              | Lu              | Ma              |                 |